# Champions Trophy mannen 2004
De 26ste editie van de strijd om de Champions Trophy had plaats van zaterdag 4 december tot en met zondag 12 december 2004 in het National Hockey Stadium in Lahore. Deelnemende landen waren: Duitsland, India, titelverdediger Nederland, Nieuw-Zeeland, gastland Pakistan en Spanje. Australië ontbrak, omdat de kersverse olympisch kampioen van Athene uit veiligheidsoverwegingen een reisverbod opgelegd had gekregen van de eigen regering. India trad aan als vervanger. Duitsland stuurde, net als een jaar eerder, een veredelde B-ploeg naar Lahore na een uitputtend olympisch seizoen. Het elitetoernooi keerde na zes jaar terug in het land, dat het evenement in 1978 op de kaart zette.

## Selecties

### Duitsland
Bondscoach: Bernhard Peters
1. Ulrich Bubolz (gk)
2. Adrian Kühn (gk)
3. Ulrich Klaus
4. Philipp Crone
5. Eike Duckwitz
6. Carlos Nevado
7. Christian Wein
8. Christoph Menke
9. Maik Günther

1. Niklas Meinert
2. Till Kriwet
3. Benedikt Sperling
4. Michael Purps
5. Florian Keller
6. Oliver Hentschel
7. Jan-Marco Montag
8. Nicolas Emmerling
9. Moritz Falcke

### India
Bondscoach: Gerhard Rach
1. Devesh Chauhan (gk)
2. Dilip Tirkey
3. Sandeep Singh
4. Vivek Gupta
5. Girish Pimpale
6. Adrian D'Souza (gk)
7. William Xalxo
8. Viren Rasquinha
9. Ignace Tirkey

1. Prabodh Tirkey
2. VS Vinaya
3. Hari Prasad
4. Arjun Halappa
5. Adam Sinclair
6. Harpal Singh
7. Vikram Pillay
8. Tushar Khandekar
9. Sundeep Michael

### Nederland
Bondscoach (ad-interim): Terry Walsh
1. Guus Vogels (gk)
2. Geert-Jan Derikx
3. Rob Derikx
4. Floris Evers
5. Sander van der Weide
6. Ronald Brouwer
7. Taeke Taekema
8. Jeroen Delmee
9. Klaas Veering (gk)

1. Teun de Nooijer
2. Karel Klaver
3. Rob Reckers
4. Matthijs Brouwer
5. Jesse Mahieu
6. Nick Meijer
7. Roderick Weusthof
8. Timme Hoyng
9. Robert van der Horst

- Assistent: Michel van den Heuvel
- Manager: Harrie Delmee
- Dokter: Jan Derk Lugard
- Fysio: Erik Gemser
- Fysio: Jan Stappenbelt
- Videoman: Lars Gillhaus
- Video-assistent: Eric Verboom

### Nieuw-Zeeland
Bondscoach: Kevin Towns
1. Simon Towns
2. Mitesh Patel
3. David Kosoof
4. Darren Smith
5. Wayne McIndoe
6. Dion Gosling
7. Blair Hopping
8. Dean Couzins
9. Ryan Archibald

1. Bradley Shaw
2. Dharmesh Puna
3. Bevan Hari
4. Paul Woolford (gk)
5. Kyle Pontifex (gk)
6. Phillip Burrows
7. James Nation
8. Lloyd Stephenson
9. Gareth Brooks

### Pakistan
Bondscoach: Roelant Oltmans
1. Salman Akbar (gk)
2. Kashif Jawwad
3. Mudassar Ali Khan
4. Ghazanfar Ali
5. Muhammad Saqlain
6. Waseem Ahmad
7. Dilawar Hussain
8. Rehan Butt
9. Sohail Abbas

1. Zeeshan Ashraf
2. Shabbir Hussain
3. Nasir Ahmed (gk)
4. Adnan Maqsood
5. Shakeel Abbasi
6. Tariq Aziz
7. Muhammad Imran
8. Akhtar Ali
9. Adnan Zakir

### Spanje
Bondscoach: Maurits Hendriks
1. Bernardino Herrera (gk)
2. Santi Freixa
3. Pau Quemada
4. Francisco "Kiko" Fábregas
5. Andreu Enrich
6. Juan Escarré
7. Alex Fabregas
8. Alberto Esteban
9. Ramón Alegre

1. Víctor Sojo
2. Albert Sala
3. Rodrigo Garza
4. Sergi Enrique
5. Eduard Arbós
6. Francisco Cortés (gk)
7. David Alegre
8. Ignacio Arbos
9. Juan Fernández

## Scheidsrechters
- Rashad Mahmood Butt
- Ged Curran
- Faiz Muhammad Faizi
- Hamish Jamson

- Tim Pullman
- Daniel Santi
- Virendra Singh
- Rob ten Cate

## Voorronde

### Zaterdag 4 december
| 4 december 10:00              |       |                                                                                         |                                                                       |
| Nieuw-Zeeland                 | 2 – 5 | Nederland                                                                               | Lahore Scheidsrechters: Hamish Jamson (ENG) Faiz Muhammad Faizi (PAK) |
| Bevan Hari 29' Bevan Hari 42' |       | 26' Taeke Taekema 31' Ronald Brouwer 44' Rob Reckers 50' Taeke Taekema 60' Karel Klaver | Lahore Scheidsrechters: Hamish Jamson (ENG) Faiz Muhammad Faizi (PAK) |

| 4 december 12:00 |       |                                                                      |                                                            |
| India            | 0 – 4 | Spanje                                                               | Lahore Scheidsrechters: Tim Pullman (AUS) Ged Curran (SCO) |
|                  |       | 43' Alex Fabregas 60' Eduard Arbós 63' Santi Freixa 64' Juan Escarré | Lahore Scheidsrechters: Tim Pullman (AUS) Ged Curran (SCO) |

| 4 december 12:00                                      |       |                      |                                                               |
| Pakistan                                              | 3 – 1 | Duitsland            | Lahore Scheidsrechters: Rob ten Cate (NED) Daniel Santi (ARG) |
| Sohail Abbas 34' Shakeel Abbasi 52' Kashif Jawwad 64' |       | 40' Jan-Marco Montag | Lahore Scheidsrechters: Rob ten Cate (NED) Daniel Santi (ARG) |

### Zondag 5 december
| 5 december 10:00                                                                                |       |                                                                      |                                                                      |
| Nederland                                                                                       | 5 – 4 | India                                                                | Lahore Scheidsrechters: Rashad Mahmood Butt (PAK) Daniel Santi (ARG) |
| Geert-Jan Derikx 10' Taeke Taekema 16' Teun de Nooijer 25' Karel Klaver 34' Teun de Nooijer 59' |       | 5' Sundeep Michael 20' VS Vinaya 45' Arjun Halappa 61' Vikram Pillay | Lahore Scheidsrechters: Rashad Mahmood Butt (PAK) Daniel Santi (ARG) |

| 5 december 13:00        |       |                                                                                     |                                                                |
| Duitsland               | 2 – 5 | Spanje                                                                              | Lahore Scheidsrechters: Hamish Jamson (ENG) Rob ten Cate (NED) |
| Florian Keller 25', 55' |       | 20' Albert Sala 40' Juan Escarré 41' Eduard Arbós 67' Pau Quemada 70+1' Albert Sala | Lahore Scheidsrechters: Hamish Jamson (ENG) Rob ten Cate (NED) |

| 5 december 15:00   |       |                                                      |                                                               |
| Nieuw-Zeeland      | 1 – 3 | Pakistan                                             | Lahore Scheidsrechters: Virendra Singh (IND) Ged Curran (GBR) |
| Ryan Archibald PC' |       | 49' Shakeel Abbasi 53' Sohail Abbas 55' Sohail Abbas | Lahore Scheidsrechters: Virendra Singh (IND) Ged Curran (GBR) |

### Dinsdag 7 december
| 7 december 10:30                                 |       |                  |                                                                        |
| Spanje                                           | 3 – 1 | Nieuw-Zeeland    | Lahore Scheidsrechters: Rashad Mahmood Butt (PAK) Virendra Singh (IND) |
| Pau Quemada 40' Pau Quemada 54' Santi Freixa 63' |       | 46' Darren Smith | Lahore Scheidsrechters: Rashad Mahmood Butt (PAK) Virendra Singh (IND) |

| 7 december 12:30 |       |                                                                         |                                                            |
| Pakistan         | 1 – 4 | Nederland                                                               | Lahore Scheidsrechters: Ged Curran (SCO) Tim Pullman (AUS) |
| Sohail Abbas 19' |       | 15' Ronald Brouwer 39' Taeke Taekema 65' Karel Klaver 68' Jeroen Delmee | Lahore Scheidsrechters: Ged Curran (SCO) Tim Pullman (AUS) |

| 7 december 14:30                                      |       |                      |                                                                       |
| India                                                 | 3 – 1 | Duitsland            | Lahore Scheidsrechters: Faiz Muhammad Faizi (PAK) Hamish Jamson (ENG) |
| Sundeep Michael 40' Arjun Halappa 58' Vivek Gupta 67' |       | 20' Jan-Marco Montag | Lahore Scheidsrechters: Faiz Muhammad Faizi (PAK) Hamish Jamson (ENG) |

### Woensdag 8 december
| 8 december 11:00                                                        |       |                                  |                                                                  |
| Nederland                                                               | 4 – 2 | Spanje                           | Lahore Scheidsrechters: Virendra Singh (IND) Hamish Jamson (ENG) |
| Karel Klaver 15' Geert-Jan Derikx 18' Karel Klaver 45' Karel Klaver 69' |       | 35' Santi Freixa 57' Pau Quemada | Lahore Scheidsrechters: Virendra Singh (IND) Hamish Jamson (ENG) |

| 8 december 13:00     |       |                     |                                                                      |
| Duitsland            | 1 – 1 | Nieuw-Zeeland       | Lahore Scheidsrechters: Rashad Mahmood Butt (PAK) Rob ten Cate (NED) |
| Jan-Marco Montag 43' |       | 25' Phillip Burrows | Lahore Scheidsrechters: Rashad Mahmood Butt (PAK) Rob ten Cate (NED) |

| 8 december 15:00                      |       |                   |                                                              |
| Pakistan                              | 2 – 1 | India             | Lahore Scheidsrechters: Tim Pullman (AUS) Daniel Santi (ARG) |
| Muhammad Saqlain 32' Sohail Abbas PS' |       | 57' Sandeep Singh | Lahore Scheidsrechters: Tim Pullman (AUS) Daniel Santi (ARG) |

### Vrijdag 10 december
| 10 december 09:00                                   |       |          |                                                             |
| Spanje                                              | 3 – 0 | Pakistan | Lahore Scheidsrechters: Ged Curran (SCO) Rob ten Cate (NED) |
| Alex Fabregas 47' David Alegre 53' Santi Freixa 69' |       |          | Lahore Scheidsrechters: Ged Curran (SCO) Rob ten Cate (NED) |

| 10 december 11:00 |       |                   |                                                                     |
| Nieuw-Zeeland     | 1 – 1 | India             | Lahore Scheidsrechters: Faiz Muhammad Faizi (PAK) Tim Pullman (AUS) |
| Darren Smith 56'  |       | 62' Arjun Halappa | Lahore Scheidsrechters: Faiz Muhammad Faizi (PAK) Tim Pullman (AUS) |

| 10 december 15:00                                      |       |                                                                                |                                                                      |
| Nederland                                              | 3 – 4 | Duitsland                                                                      | Lahore Scheidsrechters: Daniel Santi (ARG) Rashad Mahmood Butt (PAK) |
| Nick Meijer 9' Roderick Weusthof 35' Taeke Taekema 41' |       | 18' Jan-Marco Montag 37' Oliver Hentschel 60' Michael Purps 67' Christian Wein | Lahore Scheidsrechters: Daniel Santi (ARG) Rashad Mahmood Butt (PAK) |

## Eindstand voorronde
| № | Land          | WG | W | G | V | DV | DT | +/– | Punten |
| - | ------------- | -- | - | - | - | -- | -- | --- | ------ |
| 1 | Nederland     | 5  | 4 | 0 | 1 | 21 | 13 | +8  | 12     |
| 2 | Spanje        | 5  | 4 | 0 | 1 | 17 | 7  | +10 | 12     |
| 3 | Pakistan      | 5  | 3 | 0 | 2 | 9  | 10 | –1  | 9      |
| 4 | India         | 5  | 1 | 1 | 3 | 9  | 13 | –4  | 4      |
| 5 | Duitsland     | 5  | 1 | 1 | 3 | 9  | 15 | –6  | 4      |
| 6 | Nieuw-Zeeland | 5  | 0 | 2 | 3 | 6  | 13 | –7  | 2      |

## Play-offs

### Om vijfde plaats
| 12 december 09:00                     |       |                |                                                                        |
| Duitsland                             | 2 – 1 | Nieuw-Zeeland  | Lahore Scheidsrechters: Faiz Muhammad Faizi (PAK) Virendra Singh (IND) |
| Florian Keller 43' Florian Keller 53' |       | 69' Bevan Hari | Lahore Scheidsrechters: Faiz Muhammad Faizi (PAK) Virendra Singh (IND) |

### Troostfinale
| 12 december 11:30                                    |       |                                    |                                                              |
| Pakistan                                             | 3 – 2 | India                              | Lahore Scheidsrechters: Rob ten Cate (NED) Tim Pullman (AUS) |
| Sohail Abbas 4' Rehan Butt 27' Mudassar Ali Khan 54' |       | 2' Sandeep Singh 65' Sandeep Singh | Lahore Scheidsrechters: Rob ten Cate (NED) Tim Pullman (AUS) |

### Finale
| 12 december 14:30                  |       |                                                                   |                                                              |
| Nederland                          | 2 – 4 | Spanje                                                            | Lahore Scheidsrechters: Ged Curran (SCO) Hamish Jamson (ENG) |
| Taeke Taekema 41' Karel Klaver 61' |       | 18' Pau Quemada 51' Santi Freixa 57' Victor Sojo 62' Santi Freixa | Lahore Scheidsrechters: Ged Curran (SCO) Hamish Jamson (ENG) |

## Eindstand
1. Spanje
2. Nederland
3. Pakistan
4. India
5. Duitsland
6. Nieuw-Zeeland

NB: Eerste eindzege van Spanje in geschiedenis van Champions Trophy

## Topscorers
- In onderstaand overzicht zijn alleen de spelers opgenomen met drie of meer treffers achter hun naam.

| № | Naam             | Land          | Goals | SC | SB |
| - | ---------------- | ------------- | ----- | -- | -- |
| 1 | Karel Klaver     | Nederland     | 7     |    |    |
| 2 | Sohail Abbas     | Pakistan      | 6     |    |    |
|   | Taeke Taekema    | Nederland     | 6     |    |    |
|   | Santi Freixa     | Spanje        | 6     |    |    |
| 5 | Pau Quemada      | Spanje        | 5     |    |    |
| 6 | Jan-Marco Montag | Duitsland     | 4     |    |    |
|   | Florian Keller   | Duitsland     | 4     |    |    |
| 8 | Arjun Halappa    | India         | 3     |    |    |
|   | Bevan Hari       | Nieuw-Zeeland | 3     |    |    |
|   | Sandeep Singh    | India         | 3     |    |    |

Mannen:
Lahore 1978 ·
Karachi 1980 ·
Karachi 1981 ·
Amstelveen 1982 ·
Karachi 1983 ·
Karachi 1984 ·
Perth 1985 ·
Karachi 1986 ·
Amstelveen 1987 ·
Lahore 1988 ·
Berlijn 1989 ·
Melbourne 1990 ·
Berlijn 1991 ·
Karachi 1992 ·
Kuala Lumpur 1993 ·
Lahore 1994 ·
Berlijn 1995 ·
Chennai 1996 ·
Adelaide 1997 ·
Lahore 1998 ·
Brisbane 1999 ·
Amstelveen 2000 ·
Rotterdam 2001 ·
Keulen 2002 ·
Amstelveen 2003 ·
Lahore 2004 ·
Chennai 2005 ·
Barcelona 2006 ·
Kuala Lumpur 2007 ·
Rotterdam 2008 ·
Melbourne 2009 ·
Mönchengladbach 2010 ·
Auckland 2011 ·
Melbourne 2012 ·
Bhubaneswar 2014 ·
Londen 2016 ·
Breda 2018
Vrouwen:
Amstelveen 1987 ·
Frankfurt 1989 ·
Berlijn 1991 ·
Amstelveen 1993 ·
Mar del Plata 1995 ·
Berlijn 1997 ·
Brisbane 1999 ·
Amstelveen 2000 ·
Amstelveen 2001 ·
Macau 2002 ·
Sydney 2003 ·
Rosario 2004 ·
Canberra 2005 ·
Amstelveen 2006 ·
Quilmes 2007 ·
Mönchengladbach 2008 ·
Melbourne 2009 ·
Nottingham 2010 ·
Amstelveen 2011 ·
Rosario 2012 ·
Mendoza 2014 ·
Londen 2016 ·
Changzhou 2018